# Tobajara
Tobajara (Tabajara, Tobajaras), nekad snažan indijanski narod iz skupine pravih Tupija koji su obitavali na području današnjih brazilskih država Ceará, Maranhão, Paraíba, Bahia i Pernambuco. Danas na području Ceare žive u jednom selu u općini Monsenhor Tabosa i u Maranhãou na rezervatu Governador s plemenima Gavião Pykopjê i Guajajára.